# Sympterygia brevicaudata
Sympterygia brevicaudata (лат.) — вид скатов рода Sympterygia семейства Arhynchobatidae. Обитают в субтропических водах юго-восточной части Тихого океана между 3° ю . ш. и 37° ю. ш. Встречаются на глубине до 38 м. Их крупные, уплощённые грудные плавники образуют округлый диск с треугольным вытянутым рылом. Максимальная зарегистрированная длина 26 см. Откладывают яйца. Не являются объектом целевого промысла.

## Таксономия
Впервые новый вид был научно описан в 1877 году. Видовой эпитет происходит от лат. brevis — «короткий» и лат. cauda — «хвост».

## Ареал
Эти скаты обитают в юго-восточной части Тихого океана. Распространены в водах Чили, Эквадора и Перу. Встречаются на мелководье на глубине до 38 м.

## Описание
Широкие и плоские грудные плавники этих скатов образуют диск в виде ромба с треугольным заострённым рылом и закруглёнными краями. На вентральной стороне диска расположены 5 жаберных щелей, ноздри и рот. Хвост длинный и тонкий. На хвосте имеются латеральные складки. 2 маленьких спинных плавника расположены на хвостовом стебле. Хвостовой плавник редуцирован. Максимальная зарегистрированная длина 26 см.

## Биология
Эти скаты ежегодно откладывают яйца, заключённые в твёрдую роговую капсулу с выступами по углам. Эмбрионы питаются исключительно желтком.

## Взаимодействие с человеком
Эти скаты являются объектом целевого лова. Возможно попадаются в качестве прилова. Данных для оценки Международным союзом охраны природы охранного статуса вида недостаточно.